# Liste des anciennes communes d'Indre-et-Loire
Cette page a pour objectif de retracer toutes les modifications communales dans le département d'Indre-et-Loire : les anciennes communes qui ont existé depuis la Révolution française, ainsi que les créations, les modifications officielles de nom, ainsi que les échanges de territoires entre communes.
En 1800, le territoire du département d'Indre-et-Loire comportait 310 communes. Après la vague de fusions imposées aux toutes petites communes au début du XIXe siècle, le nombre de communes est resté extraordinairement stable : en 1840, on relevait 282 communes dans le département et 120 ans plus tard, le nombre était quasiment identique (281). On y compte aujourd'hui 272 communes (au 1er janvier 2025).
Autre fait remarquable : en 200 ans, une seule commune aura été créée.

## Fusions
| Nom de la nouvelle commune | Communes réunies                | Régime                                                        | Date (et nature) de la décision                                         | Date d'effet                                                            |
| -------------------------- | ------------------------------- | ------------------------------------------------------------- | ----------------------------------------------------------------------- | ----------------------------------------------------------------------- |
| Tauxigny-Saint-Bauld       | Tauxigny                        | commune nouvelle (avec 1 commune associée : Saint-Bauld)      | 11 septembre 2017 (Arrêté)                                              | 1er janvier 2018                                                        |
| Tauxigny-Saint-Bauld       | Saint-Bauld                     | commune nouvelle (avec 1 commune associée : Saint-Bauld)      | 11 septembre 2017 (Arrêté)                                              | 1er janvier 2018                                                        |
| Beaumont-Louestault        | Beaumont-la-Ronce               | commune nouvelle (SANS communes associées depuis le 1-1-2024) | 13 décembre 2016 (Arrêté)                                               | 1er janvier 2017                                                        |
| Beaumont-Louestault        | Louestault                      | commune nouvelle (SANS communes associées depuis le 1-1-2024) | 13 décembre 2016 (Arrêté)                                               | 1er janvier 2017                                                        |
| Coteaux-sur-Loire          | Saint-Patrice                   | commune nouvelle (SANS communes associées depuis le 1-1-2023) | 30 septembre 2016 (Arrêté)                                              | 1er janvier 2017                                                        |
| Coteaux-sur-Loire          | Ingrandes-de-Touraine           | commune nouvelle (SANS communes associées depuis le 1-1-2023) | 30 septembre 2016 (Arrêté)                                              | 1er janvier 2017                                                        |
| Coteaux-sur-Loire          | Saint-Michel-sur-Loire          | commune nouvelle (SANS communes associées depuis le 1-1-2023) | 30 septembre 2016 (Arrêté)                                              | 1er janvier 2017                                                        |
| Langeais                   | Langeais                        | commune nouvelle (avec 1 commune associée : Les Essards)      | 30 septembre 2016 (Arrêté)                                              | 1er janvier 2017                                                        |
| Langeais                   | Les Essards                     | commune nouvelle (avec 1 commune associée : Les Essards)      | 30 septembre 2016 (Arrêté)                                              | 1er janvier 2017                                                        |
| Nazelles-Négron            | Nazelles                        | fusion                                                        | 7 juin 1971 (Arrêté)                                                    | 1er juillet 1971                                                        |
| Nazelles-Négron            | Négron                          | fusion                                                        | 7 juin 1971 (Arrêté)                                                    | 1er juillet 1971                                                        |
| Descartes                  | La Haye-Descartes               | fusion                                                        | 11 juillet 1966 (Arrêté) 26 décembre 1966 (Arrêté)                      | 1er janvier 1967                                                        |
| Descartes                  | Balesmes                        | fusion                                                        | 11 juillet 1966 (Arrêté) 26 décembre 1966 (Arrêté)                      | 1er janvier 1967                                                        |
| Tours                      | Tours                           | fusion                                                        | 21 mai 1964 (Arrêté)                                                    | 1er juin 1964                                                           |
| Tours                      | Sainte-Radegonde-en-Touraine    | fusion                                                        | 21 mai 1964 (Arrêté)                                                    | 1er juin 1964                                                           |
| Tours                      | Saint-Symphorien                | fusion                                                        | 21 mai 1964 (Arrêté)                                                    | 1er juin 1964                                                           |
| Amboise                    | Amboise                         | fusion                                                        | 18 mai 1946 (Arrêté)                                                    | 1er juin 1946                                                           |
| Amboise                    | Saint-Denis-Hors                | fusion                                                        | 18 mai 1946 (Arrêté)                                                    | 1er juin 1946                                                           |
| Tours                      | Tours                           | fusion                                                        | 14 juin 1845 (Loi)                                                      | 14 juin 1845 (Loi)                                                      |
| Tours                      | Saint-Étienne Extra Muros       | fusion                                                        | 14 juin 1845 (Loi)                                                      | 14 juin 1845 (Loi)                                                      |
| Saint-Jean-Saint-Germain   | Saint-Jean-sur-Indre            | fusion                                                        | 19 mars 1834 (Ordonnance)                                               | 19 mars 1834 (Ordonnance)                                               |
| Saint-Jean-Saint-Germain   | Saint-Germain-sur-Indre         | fusion                                                        | 19 mars 1834 (Ordonnance)                                               | 19 mars 1834 (Ordonnance)                                               |
| Chezelles                  | Chezelles                       | fusion                                                        | 1833                                                                    | 1833                                                                    |
| Chezelles                  | Lièze                           | fusion                                                        | 1833                                                                    | 1833                                                                    |
| Crouzilles                 | Crouzilles                      | fusion                                                        | 1833                                                                    | 1833                                                                    |
| Crouzilles                 | Mougon                          | fusion                                                        | 1833                                                                    | 1833                                                                    |
| Marigny-Marmande           | Marigny-Marmande                | fusion                                                        | 1832                                                                    | 1832                                                                    |
| Marigny-Marmande           | Nancré                          | fusion                                                        | 1832                                                                    | 1832                                                                    |
| Marigny-Marmande           | Pontçay                         | fusion                                                        | 1832                                                                    | 1832                                                                    |
| Nouâtre                    | Nouâtre                         | fusion                                                        | 1832                                                                    | 1832                                                                    |
| Nouâtre                    | Noyers                          | fusion                                                        | 1832                                                                    | 1832                                                                    |
| L'Île-Bouchard             | Saint-Gilles-de-l'Île-Bouchard  | fusion                                                        | 1832                                                                    | 1832                                                                    |
| L'Île-Bouchard             | Saint-Maurice-de-l'Île-Bouchard | fusion                                                        | 1832                                                                    | 1832                                                                    |
| Villeloin-Coulangé         | Villeloin                       | fusion                                                        | 1831                                                                    | 1831                                                                    |
| Villeloin-Coulangé         | Coulangé                        | fusion                                                        | 1831                                                                    | 1831                                                                    |
| Saint-Hippolyte            | Saint-Hippolyte                 | fusion                                                        | 1827                                                                    | 1827                                                                    |
| Saint-Hippolyte            | Vitray                          | fusion                                                        | 1827                                                                    | 1827                                                                    |
| Saint-Flovier              | Saint-Flovier                   | fusion                                                        | 1826                                                                    | 1826                                                                    |
| Saint-Flovier              | Sainte-Julitte (une partie)     | fusion                                                        | 1826                                                                    | 1826                                                                    |
| Betz                       | Betz                            | fusion                                                        | 1826                                                                    | 1826                                                                    |
| Betz                       | Sainte-Julitte (une partie)     | fusion                                                        | 1826                                                                    | 1826                                                                    |
| La Celle-Guenand           | La Celle-Guenand                | fusion                                                        | 1826                                                                    | 1826                                                                    |
| La Celle-Guenand           | Sainte-Julitte (une partie)     | fusion                                                        | 1826                                                                    | 1826                                                                    |
| Ferrière-Larçon            | Ferrière-Larçon                 | fusion                                                        | 1826                                                                    | 1826                                                                    |
| Ferrière-Larçon            | Sainte-Julitte (une partie)     | fusion                                                        | 1826                                                                    | 1826                                                                    |
| Chaveignes                 | Chaveignes                      | fusion                                                        | 13 août 1823 (Ordonnance)                                               | 13 août 1823 (Ordonnance)                                               |
| Chaveignes                 | Le Sablon                       | fusion                                                        | 13 août 1823 (Ordonnance)                                               | 13 août 1823 (Ordonnance)                                               |
| Assay                      | Assay                           | fusion                                                        | 30 juillet 1823 (Ordonnance)                                            | 30 juillet 1823 (Ordonnance)                                            |
| Assay                      | Grazay                          | fusion                                                        | 30 juillet 1823 (Ordonnance)                                            | 30 juillet 1823 (Ordonnance)                                            |
| Loché                      | Loché                           | fusion                                                        | 25 juin 1823 (Ordonnance)                                               | 25 juin 1823 (Ordonnance)                                               |
| Loché                      | Aubigny                         | fusion                                                        | 25 juin 1823 (Ordonnance)                                               | 25 juin 1823 (Ordonnance)                                               |
| Saint-Étienne-Extra        | Saint-Étienne-Extra             | fusion                                                        | 1er janvier 1823 (Ordonnance)                                           | 1er janvier 1823 (Ordonnance)                                           |
| Saint-Étienne-Extra        | Beaumont-lès-Tours              | fusion                                                        | 1er janvier 1823 (Ordonnance)                                           | 1er janvier 1823 (Ordonnance)                                           |
| Saint-Laurent-en-Gâtines   | Saint-Laurent-en-Gâtines        | fusion                                                        | 1822                                                                    | 1822                                                                    |
| Saint-Laurent-en-Gâtines   | Chenusson                       | fusion                                                        | 1822                                                                    | 1822                                                                    |
| Cangey                     | Cangey                          | fusion                                                        | 2 octobre 1822 (Ordonnance)                                             | 2 octobre 1822 (Ordonnance)                                             |
| Cangey                     | Fleuray                         | fusion                                                        | 2 octobre 1822 (Ordonnance)                                             | 2 octobre 1822 (Ordonnance)                                             |
| Épeigné-sur-Dême           | Épeigné-sur-Dême                | fusio                                                         | 2 octobre 1822 (Ordonnance)                                             | 2 octobre 1822 (Ordonnance)                                             |
| Épeigné-sur-Dême           | Les Pins                        | fusio                                                         | 2 octobre 1822 (Ordonnance)                                             | 2 octobre 1822 (Ordonnance)                                             |
| Épeigné-sur-Dême           | Rorthres                        | fusio                                                         | 2 octobre 1822 (Ordonnance)                                             | 2 octobre 1822 (Ordonnance)                                             |
| Monthodon                  | Monthodon                       | fusion                                                        | 2 octobre 1822 (Ordonnance)                                             | 2 octobre 1822 (Ordonnance)                                             |
| Monthodon                  | Le Sentier                      | fusion                                                        | 2 octobre 1822 (Ordonnance)                                             | 2 octobre 1822 (Ordonnance)                                             |
| Semblançay                 | Semblançay                      | fusion                                                        | 8 mars 1821 (Ordonnance)                                                | 8 mars 1821 (Ordonnance)                                                |
| Semblançay                 | Le Serrain                      | fusion                                                        | 8 mars 1821 (Ordonnance)                                                | 8 mars 1821 (Ordonnance)                                                |
| Le Grand-Pressigny         | Le Grand-Pressigny              | fusion                                                        | 31 janvier 1821 (Ordonnance)                                            | 31 janvier 1821 (Ordonnance)                                            |
| Le Grand-Pressigny         | Étableaux                       | fusion                                                        | 31 janvier 1821 (Ordonnance)                                            | 31 janvier 1821 (Ordonnance)                                            |
| Ballan                     | Ballan                          | fusion                                                        | 1818                                                                    | 1818                                                                    |
| Ballan                     | Miré                            | fusion                                                        | 1818                                                                    | 1818                                                                    |
| Château-la-Vallière        | Château-la-Vallière             | fusion                                                        | 1817                                                                    | 1817                                                                    |
| Château-la-Vallière        | Chouzé-le-Sec                   | fusion                                                        | 1817                                                                    | 1817                                                                    |
| Gizeux                     | Gizeux                          | fusion                                                        | 1817                                                                    | 1817                                                                    |
| Gizeux                     | Saint-Philibert-de-la-Pelouse   | fusion                                                        | 1817                                                                    | 1817                                                                    |
| Avrillé                    | Avrillé                         | fusion                                                        | 31 décembre 1817 (Ordonnance)                                           | 31 décembre 1817 (Ordonnance)                                           |
| Avrillé                    | Saint-Symphorien-les-Ponceaux   | fusion                                                        | 31 décembre 1817 (Ordonnance)                                           | 31 décembre 1817 (Ordonnance)                                           |
| Preuilly                   | Preuilly                        | fusion                                                        | 1814                                                                    | 1814                                                                    |
| Preuilly                   | Saint-Michel-du-Bois            | fusion                                                        | 1814                                                                    | 1814                                                                    |
| Rochecorbon                | Rochecorbon                     | fusion                                                        | 2 février 1808 (Décret)                                                 | 2 février 1808 (Décret)                                                 |
| Rochecorbon                | Saint-Georges-sur-Loire         | fusion                                                        | 2 février 1808 (Décret)                                                 | 2 février 1808 (Décret)                                                 |
| Fondettes                  | Fondettes                       | fusion                                                        | 9 janvier 1805 (Décret) (19 nivôse an 13)                               | 9 janvier 1805 (Décret) (19 nivôse an 13)                               |
| Fondettes                  | Vallières                       | fusion                                                        | 9 janvier 1805 (Décret) (19 nivôse an 13)                               | 9 janvier 1805 (Décret) (19 nivôse an 13)                               |
| Faye-la-Vineuse            | Faye-la-Vineuse                 | fusion                                                        | 14 juillet 1799 (Décision du Conseil des Cinq-Cents) (28 messidor an 7) | 14 juillet 1799 (Décision du Conseil des Cinq-Cents) (28 messidor an 7) |
| Faye-la-Vineuse            | Marnay                          | fusion                                                        | 14 juillet 1799 (Décision du Conseil des Cinq-Cents) (28 messidor an 7) | 14 juillet 1799 (Décision du Conseil des Cinq-Cents) (28 messidor an 7) |
| Faye-la-Vineuse            | Saint-Jouin-sous-Faye           | fusion                                                        | 14 juillet 1799 (Décision du Conseil des Cinq-Cents) (28 messidor an 7) | 14 juillet 1799 (Décision du Conseil des Cinq-Cents) (28 messidor an 7) |
| Chinon                     | Chinon                          | fusion                                                        | 24 juin 1792 (Décret)                                                   | 24 juin 1792 (Décret)                                                   |
| Chinon                     | Parilly                         | fusion                                                        | 24 juin 1792 (Décret)                                                   | 24 juin 1792 (Décret)                                                   |
| Chinon                     | Saint-Louand                    | fusion                                                        | 24 juin 1792 (Décret)                                                   | 24 juin 1792 (Décret)                                                   |
| Chinon                     | Saint-Mexme-les-Champs          | fusion                                                        | 24 juin 1792 (Décret)                                                   | 24 juin 1792 (Décret)                                                   |
| Bridoré                    | Bridoré                         | fusion                                                        | 1790-1794                                                               | 1790-1794                                                               |
| Bridoré                    | Cerçay                          | fusion                                                        | 1790-1794                                                               | 1790-1794                                                               |
| Bridoré                    | Oizay                           | fusion                                                        | 1790-1794                                                               | 1790-1794                                                               |
| Charnizay                  | Charnizay                       | fusion                                                        | 1790-1794                                                               | 1790-1794                                                               |
| Charnizay                  | Saint-Michel-des-Landes         | fusion                                                        | 1790-1794                                                               | 1790-1794                                                               |
| Draché                     | Draché                          | fusion                                                        | 1790-1794                                                               | 1790-1794                                                               |
| Draché                     | Plaix                           | fusion                                                        | 1790-1794                                                               | 1790-1794                                                               |
| Langeais                   | Langeais                        | fusion                                                        | 1790-1794                                                               | 1790-1794                                                               |
| Langeais                   | Saint-Laurent-de-Langeais       | fusion                                                        | 1790-1794                                                               | 1790-1794                                                               |
| Luzé                       | Luzé                            | fusion                                                        | 1790-1794                                                               | 1790-1794                                                               |
| Luzé                       | Pont-Amboizé                    | fusion                                                        | 1790-1794                                                               | 1790-1794                                                               |
| Paulmy                     | Paulmy                          | fusion                                                        | 1790-1794                                                               | 1790-1794                                                               |
| Paulmy                     | Le Châtelier                    | fusion                                                        | 1790-1794                                                               | 1790-1794                                                               |
| Saint-Épain                | Saint-Épain                     | fusion                                                        | 1790-1794                                                               | 1790-1794                                                               |
| Saint-Épain                | Montgauger                      | fusion                                                        | 1790-1794                                                               | 1790-1794                                                               |
| Saint-Nicolas-de-Bourgueil | Saint-Nicolas-de-Bourgueil      | fusion                                                        | 1790-1794                                                               | 1790-1794                                                               |
| Saint-Nicolas-de-Bourgueil | La Taille                       | fusion                                                        | 1790-1794                                                               | 1790-1794                                                               |

## Création
| Nom de la commune créée | Commune affectée | Mode de création | Date (et nature) de la décision |
| ----------------------- | ---------------- | ---------------- | ------------------------------- |
| La Membrolle            | Mettray          | Démembrement     | 4 avril 1873 (Loi)              |

## Modifications de nom officiel
| Ancien nom              | Nouveau nom                      | Date (et nature) de la décision |
| ----------------------- | -------------------------------- | ------------------------------- |
| Ports                   | Ports-sur-Vienne                 | 26 février 2020 (Décret)        |
| Antogny                 | Antogny le Tillac                | 30 janvier 1987 (Décret) ,      |
| Neuville                | Neuville-sur-Brenne              | 30 janvier 1987 (Décret) ,      |
| Auzouer                 | Auzouer-en-Touraine              | 10 novembre 1961 (Décret)       |
| Saint-Quentin           | Saint-Quentin-sur-Indrois        | 25 juillet 1961 (Décret)        |
| Montreuil               | Montreuil-en-Touraine            | 19 juin 1961 (Décret)           |
| Saint-Aubin             | Saint-Aubin-le-Dépeint           | 24 avril 1959 (Décret)          |
| Sainte-Maure            | Sainte-Maure-de-Touraine         | 24 avril 1959 (Décret)          |
| Vernou                  | Vernou-sur-Brenne                | 24 avril 1959 (Décret)          |
| Beaulieu                | Beaulieu-lès-Loches              | 24 février 1957 (Décret)        |
| Savigny                 | Savigny-en-Véron                 | 8 août 1955 (Décret)            |
| Civray-sur-Cher         | Civray-de-Touraine               | 20 décembre 1954 (Décret)       |
| Candes                  | Candes-Saint-Martin              | 2 décembre 1949 (Décret)        |
| Nouans                  | Nouans-les-Fontaines             | 26 octobre 1949 (Décret)        |
| Crissay                 | Crissay-sur-Manse                | 18 septembre 1947 (Décret)      |
| Saint-Christophe        | Saint-Christophe-sur-le-Nais     | 23 octobre 1938 (Décret)        |
| Bossay                  | Bossay-sur-Claise                | 14 février 1938 (Décret)        |
| La Croix                | La Croix-en-Touraine             | 14 février 1938 (Décret)        |
| Villaines               | Villaines-les-Rochers            | 11 avril 1937 (Décret)          |
| Lussault                | Lussault-sur-Loire               | 28 décembre 1936 (Décret)       |
| Artannes                | Artannes-sur-Indre               | 3 décembre 1936 (Décret)        |
| Avon                    | Avon-les-Roches                  | 3 décembre 1936 (Décret)        |
| Céré                    | Céré-la-Ronde                    | 3 décembre 1936 (Décret)        |
| Châteaurenault          | Château-Renault                  | 3 décembre 1936 (Décret)        |
| Cléré                   | Cléré-les-Pins                   | 3 décembre 1936 (Décret)        |
| Cravant                 | Cravant-les-Côteaux              | 3 décembre 1936 (Décret)        |
| Mazières                | Mazières-de-Touraine             | 3 décembre 1936 (Décret)        |
| Saint-Benoît            | Saint-Benoît-la-Forêt            | 3 décembre 1936 (Décret)        |
| Saint-Paterne           | Saint-Paterne-Racan              | 3 décembre 1936 (Décret)        |
| Lignières               | Lignières-de-Touraine            | 9 septembre 1926 (Décret)       |
| Yzeures                 | Yzeures-sur-Creuse               | 9 septembre 1926 (Décret)       |
| Noyant                  | Noyant-de-Touraine               | 5 décembre 1925 (Décret)        |
| Athée                   | Athée-sur-Cher                   | 23 août 1920 (Décret)           |
| Avrillé                 | Avrillé-les-Ponceaux             | 23 août 1920 (Décret)           |
| Ballan                  | Ballan-Miré                      | 23 août 1920 (Décret)           |
| Betz                    | Betz-le-Château                  | 23 août 1920 (Décret)           |
| Bueil                   | Bueil-en-Touraine                | 23 août 1920 (Décret)           |
| Chambourg               | Chambourg-sur-Indre              | 23 août 1920 (Décret)           |
| Chambray                | Chambray-lès-Tours               | 23 août 1920 (Décret)           |
| Channay                 | Channay-sur-Lathan               | 23 août 1920 (Décret)           |
| La Chapelle-Blanche     | La Chapelle-Blanche-Saint-Martin | 23 août 1920 (Décret)           |
| Courcelles              | Courcelles-de-Touraine           | 23 août 1920 (Décret)           |
| Dame-Marie              | Dame-Marie-les-Bois              | 23 août 1920 (Décret)           |
| Dolus                   | Dolus-le-Sec                     | 23 août 1920 (Décret)           |
| Ingrandes               | Ingrandes-de-Touraine            | 23 août 1920 (Décret)           |
| La Membrolle            | La Membrolle-sur-Choisille       | 23 août 1920 (Décret)           |
| Montlouis               | Montlouis-sur-Loire              | 23 août 1920 (Décret)           |
| Pocé                    | Pocé-sur-Cisse                   | 23 août 1920 (Décret)           |
| Reignac                 | Reignac-sur-Indre                | 23 août 1920 (Décret)           |
| Rilly                   | Rilly-sur-Vienne                 | 23 août 1920 (Décret)           |
| Rouziers                | Rouziers-de-Touraine             | 23 août 1920 (Décret)           |
| Saint-Michel            | Saint-Michel-sur-Loire           | 23 août 1920 (Décret)           |
| Saint-Ouen              | Saint-Ouen-les-Vignes            | 23 août 1920 (Décret)           |
| Sainte-Radegonde        | Sainte-Radegonde-en-Touraine     | 23 août 1920 (Décret)           |
| Souvigny                | Souvigny-de-Touraine             | 23 août 1920 (Décret)           |
| Chanceaux               | Chanceaux-près-Loches            | 10 novembre 1898 (Décret)       |
| Loché                   | Loché-sur-Indrois                | 18 décembre 1897 (Décret)       |
| Saint-Pierre-de-Tournon | Tournon-Saint-Pierre             | 20 mars 1896 (Décret)           |
| Champigny               | Champigny-sur-Veude              | 6 janvier 1893 (Décret)         |
| Preuilly                | Preuilly-sur-Claise              | 22 août 1892 (Décret)           |
| Savigné                 | Savigné-sur-Lathan               | 16 juillet 1891 (Décret)        |
| Chanceaux               | Chanceaux-sur-Choisille          | 2 mars 1852 (Décret)            |
| Joué                    | Joué-lès-Tours                   | 21 juillet 1848 (Arrêté)        |

## Modifications de limites communales
Les modifications des limites communales décidées par arrêtés préfectoraux ne sont pas répertoriées dans le Journal officiel ni dans le Bulletin officiel.
| La commune de ...                                    | ... cède du territoire à la commune de ...           | précisions | Date (et nature) de la décision                                             |
| ---------------------------------------------------- | ---------------------------------------------------- | --- | --------------------------------------------------------------------------- |
| Tours                                                | Rochecorbon                                          | Superficie de 8 ha 17 a 57 ca | 23 février 2010 (Décret)                                                    |
| Rochecorbon                                          | Tours                                                | Superficie de 38 ha 60 a 51 ca | 23 février 2010 (Décret)                                                    |
| Le Louroux                                           | Louans                                               | 1 habitant | 24 avril 1996 (Arrêté)                                                      |
| La Celle-Saint-Avant                                 | Marcé-sur-Esves                                      | 2 habitants | 6 juin 1994 (Arrêté)                                                        |
| Céré-la-Ronde                                        | Angé (département du Loir-et-Cher)                   | Lieu-dit : le Préau 4 habitants Superficie de 52 a 30 ca | 27 décembre 1983 (Décret)                                                   |
| Céré-la-Ronde                                        | Le Liège                                             | | 11 février 1976 (Décret)                                                    |
| Le Boulay                                            | Château-Renault                                      | 29 habitants | 25 novembre 1968 (Décret) 3 décembre 1968 (Décret) 15 janvier 1969 (Décret) |
| Neuville                                             | Château-Renault                                      | 6 habitants | 25 novembre 1968 (Décret) 3 décembre 1968 (Décret) 15 janvier 1969 (Décret) |
| Brizay                                               | L'Île-Bouchard                                       | 5 habitants | 12 décembre 1966 (Arrêté)                                                   |
| Theneuil                                             | L'Île-Bouchard                                       | 44 habitants | 12 décembre 1966 (Arrêté)                                                   |
| Saint-Avertin                                        | Tours                                                | 136 habitants | 1er juin 1965 (Arrêté)                                                      |
| Joué-lès-Tours                                       | Tours                                                | 312 habitants | 1er juin 1965 (Arrêté)                                                      |
| Abilly                                               | La Haye-Descartes                                    | 74 habitants | 22 janvier 1962 (Décret)                                                    |
| Saint-Avertin                                        | Tours                                                | 231 habitants Lieux-dits de la Sagerie, Boutteville, la Basse-Bobinière, Bellevue, les Basses-Fontaines, la prairie de Saint-Avertin, les Tuyaux et l'île du Perron Superficie de 197 ha 30 a 37 ca | 26 décembre 1961 (Décret) ,                                                 |
| Joué-lès-Tours                                       | Tours                                                | 111 habitants Superficie de 91 ha 75 a 96 ca | 26 décembre 1961 (Décret) ,                                                 |
| Balesmes                                             | La Haye-Descartes                                    | 47 habitants | 7 mars 1961 (Arrêté)                                                        |
| Saint-Flovier Cléré-du-Bois (département de l'Indre) | Cléré-du-Bois (département de l'Indre) Saint-Flovier | | 14 juin 1951 (Décret)                                                       |
| Antogny                                              | Marigny-Marmande                                     | Hameau des Voisines | 13 janvier 1949 (Décret)                                                    |
| Yzeures-sur-Creuse Tournon-Saint-Pierre              | Tournon-Saint-Pierre Yzeures-sur-Creuse              | | 23 juin 1947 (Décret)                                                       |
| Saint-Benoît                                         | Cravant                                              | Hameaux de la Rabaudière, le Chêne-Vert et la Semellerie | 27 mars 1914 (Loi)                                                          |
| Restigné                                             | Ingrandes                                            | | 27 décembre 1882 (Loi)                                                      |
| Le Boulay                                            | Châteaurenault                                       | Quartier de la Grange | 24 avril 1879 (Décret)                                                      |
| Tours Saint-Avertin Saint-Pierre-des-Corps Joué      | Joué Saint-Pierre-des-Corps Saint-Avertin Tours      | Limite fixée par le canal du Berri et la rivière du Cher | 5 mai 1855 (Loi)                                                            |
| Luynes                                               | Pernay                                               | | 13 juin 1841 (Loi)                                                          |
| Le Boulay                                            | Châteaurenault                                       | Section de Basse-Vallée-du-Boulay | 22 mai 1840 (Loi)                                                           |
| Courçay Reignac                                      | Reignac Courçay                                      | | 9 juillet 1836 (Loi)                                                        |
| Maillé Draché                                        | Draché Maillé                                        | | 29 avril 1833 (Loi)                                                         |
| Courçay Tauxigny                                     | Tauxigny Courçay                                     | Limite fixée par le chemin de Trion à la Place | 15 avril 1833 (Loi)                                                         |
| Monteaux (département du Loir-et-Cher) Cangey        | Cangey Monteaux (département du Loir-et-Cher)        | | 28 janvier 1804 (Arrêté) (7 pluviôse an 12)                                 |